# De Geuzentempel

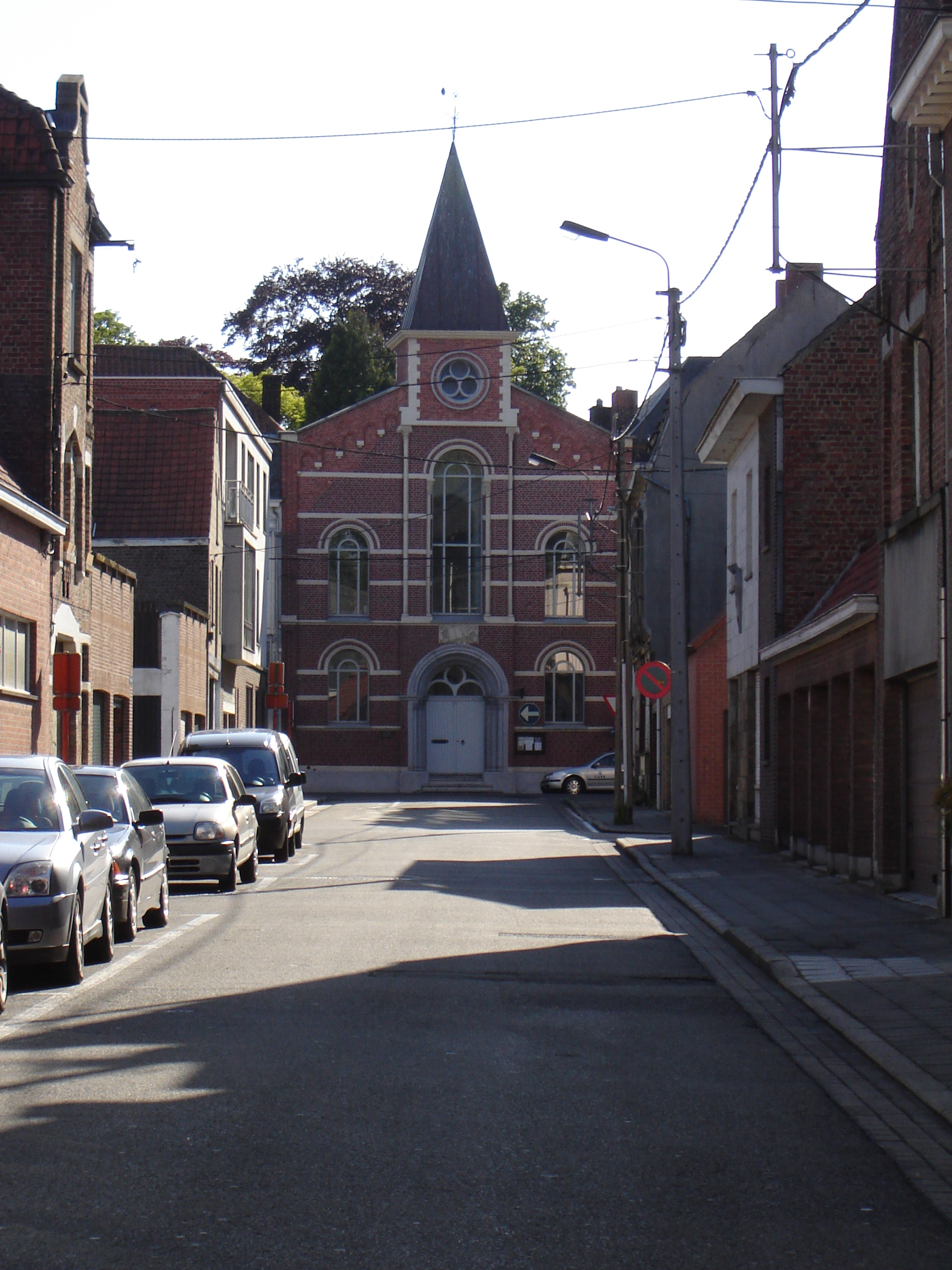
De Geuzentempel

De Geuzentempel is de protestantse kerk van de West-Vlaamse stad Roeselare, gelegen aan Jan Mahieustraat 21.

## Geschiedenis
Deze kerk werd gebouwd in 1877 naar ontwerp van V. Calbert. De behoefte aan een protestantse kerk kwam voort uit de aanwezigheid van textielarbeiders uit Zeeuws-Vlaanderen en uit Sint-Maria-Horebeke (een protestantse enclave in België). De fabrikant, Henri Tant, gaf namelijk de voorkeur aan protestantse arbeiders aangezien hij van mening was dat die harder zouden werken. De kerk leed enige schade tijdens de Eerste Wereldoorlog. In 1939 werd een torentje toegevoegd, waarbij ook de voorgevel werd herbouwd. In 1993 werd het gebouw gerestaureerd en gemoderniseerd.
De naam, eertijds wel geïnterpreteerd als een smaadvolle betiteling en gebaseerd op het scheldwoord geus, sloeg om in een geuzennaam en werd uiteindelijk zelfs op de voorgevel aangebracht.

## Gebouw
Het betreft een georiënteerde zaalkerk onder zadeldak, gebouwd in rode baksteen en voorzien van omlijstingen en speklagen in arduin en witte zandsteen. De voorgevel wordt gesierd door een later toegevoegd torentje. Boven de rondbogige ingang bevindt zich een steen met daarop een Bijbel en kruis in reliëf aangebracht.
In 1995 werd voor deze kerk in Indonesië een uit bamboe bestaand orgel gebouwd door het in Jakarta gevestigde bedrijf: Prajawidya Instrumentalia. Er zijn slechts twee bamboe-orgels op de wereld die groter zijn, namelijk in Las Piñas (Filipijnen) en Porte Allegro (Brazilië).